# عین البیضا، اللاذقیه
عین البیضا (به عربی: عین البیضا) یک منطقهٔ مسکونی در سوریه است که در استان لاذقیه واقع شده‌است. عین البیضا ۱٬۶۲۹ نفر جمعیت دارد.